# アーノルド技術開発センター
アーノルド技術開発センター（Arnold Engineering Development Center, AEDC）はアメリカ空軍の研究開発機関である。テネシー州アーノルド空軍基地所在。

## 任務
AEDCの任務
- 試験と航空機、ミサイルと宇宙システムの実験
- 試験と技術開発と試験設備の設計支援
- 試験設備の近代化

## 歴史
1951年、開設された。航空力学と推進風洞、ロケットとタービンエンジン試験装置、宇宙環境模擬装置、その他特殊装置が設置された。
アトラス、タイタン、ミニットマン、ピースキーパーなどのICBM、マーキュリー計画、ジェミニ計画、アポロ計画、スペースシャトル、国際宇宙ステーションの開発を支援してきた。
名前はアメリカ空軍の父であるヘンリー・アーノルドに由来する。テネシー大学宇宙研究所(UTSI)は敷地内にある。

## 組織
- 第704試験群(704th Test Group )
  - 第716試験隊(716th Test Squadron)：フライトシステム - 航空力学
  - 第717試験隊(717th Test Squadron)：推進系
  - 第718試験隊(718th Test Squadron)：宇宙&ミサイル
- 第704整備群(704th Maintenance Group)
  - 第704整備隊(704th Maintenance Squadron)
  - 第804整備隊(804th Maintenance Squadron)
- 第704任務支援班(704th Mission Support Group )
  - 第704通信隊(704th Communications Squadron)
  - 第704建設隊(704th Civil Engineering Squadron)
- 第704試験システム群(704th Test Systems Group )
  - 第650試験システム隊(650th Test Systems Squadron)
  - 第651試験システム隊(651st Test Systems Squadron)

## 設備
- 超高速風洞 9（英語版）はメリーランド州スプリングフィールドへ移設
- 国立実物大航空力学施設(NFAC)はNASAのエイムズリサーチセンターにあった。2003年にNASAは施設を閉鎖、2006年2月、25年を上限としてAEDCがNASAから借りる事に合意。

## 関連
- セオドア・フォン・カルマン